# 도도 다카호라

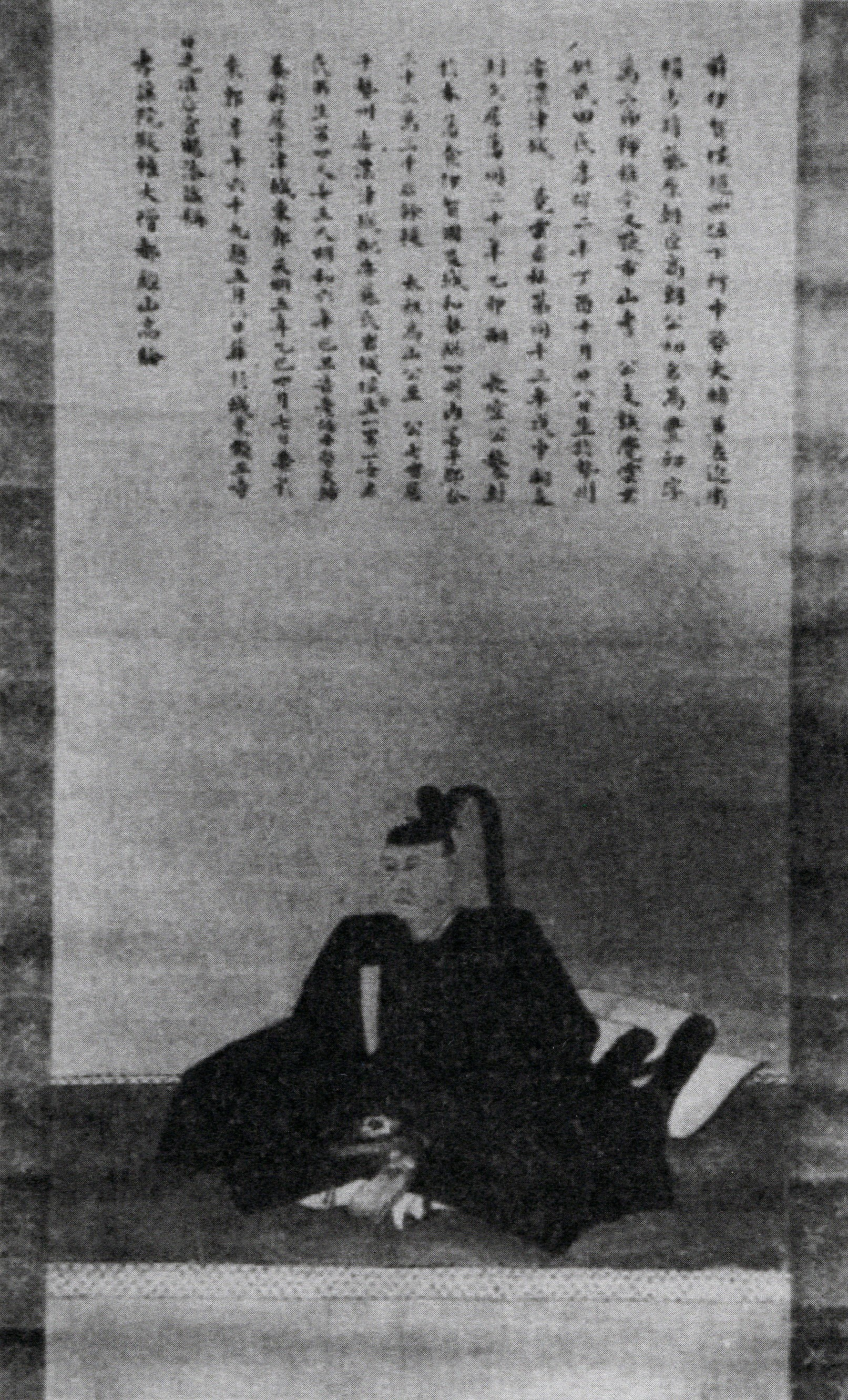
도도 다카호라

도도 다카호라(일본어: 藤堂高朗, 교호 2년 음력 10월 28일(1717년 11월 30일) ~ 덴메이 5년 음력 4월 7일(1785년 5월 15일))는 에도 시대 중기의 다이묘이다. 이세 히사이번 제5대 번주, 이세 쓰번 제7대 번주. 아명은 만지로(万治郎). 원복 후 첫 이름은 다카토요(高豊). 친부는 도도 이즈모가(藤堂出雲家) 제4대 당주 도도 다카타케이며 도도 다카하루의 친조카이다. 다카호라라는 이름은 은거 후의 이름이다.

## 생애
도도 가문의 도도 이즈모 가 제4대 도토 다카타케(藤堂高武)의 아들로 태어나 부친의 사후에 가독과 7000석을 계승했다. 교호 11년(1726년)에 당시 히사이번주였던 삼촌 다카하루의 양사자가 된다.
교호 13년(1728년) 6월 19일, 다카하루가 본가인 쓰번을 잇게 되었기 때문에 그 뒤를 이어 히사이번주가 되었다. 동년 7월 1일, 쇼군 도쿠가와 요시무네를 접견한다. 동년 12월 21일, 종5위하·다이젠 료에 서임한다. 그런데 교호 20년(1735년) 9월 21일, 쓰번주가 되어 있던 다카하루가 질병으로 쓰러지는 바람에 다시 다카하루의 양사자가 되어 쓰번의 가독을 이었다. 히사이번주는 동생 다카마사가 이었다. 본가 상속에 수반해, 통칭을 이즈미마모루(일본어: 和泉守)로 고친다. 동년 10월 1일, 쇼군 도쿠가와 요시무네를 접견한다. 같은 해 12월 16일 종4위로 승진한다. 겐분 원년(1736년) 12월 16일 시종(侍従)으로 임관한다.
번정에서는 막부의 환심을 얻기위해 스스로 지휘하여 닛코 도쇼구(일본어: 日光東照宮)의 보수조영에 노력했는데, 이 비용으로 24만냥이나 빚을만들었다.또 문학을 장려함으로써 유학은 발전하였으나 고랑 자신이 사치에 치우침에 따라 사풍 등이 느슨해졌다. 그 밖에 간포 2년 에도 홍수 때문에 사이코쿠 다이묘의 가정부 공사에 참가했다.
메이와 6년(1769년) 2월 9일, 질병을 이유로 은거하고 적손자인 다카유(高裕, 실제로는 넷째 아들)에게 가독 자리를 물려주었다. 처남 고하츠(高般)을 양자로 맞아들이고 친자 타카유를 고하츠 양자로 삼았는데 고하츠는 일찍 세상을 떠났다. 은거 후에는 고랑(高郞)으로 개명하여 중무 다이스케(일본어: 中務大助)를 칭하였다. 덴메이 5년 4월 7일(1785년 5월 15일)에 69세로 사망했다.
| 전임 도도 다카하루 | 제5대 히사이번 번주 (도도가) 1728년 ~ 1735년 | 후임 도도 다카마사 |

| 전임 도도 다카하루 | 제7대 쓰번 번주 (도도가) 1735년 ~ 1769년 | 후임 도도 다카나가 |